# Vida nocturna

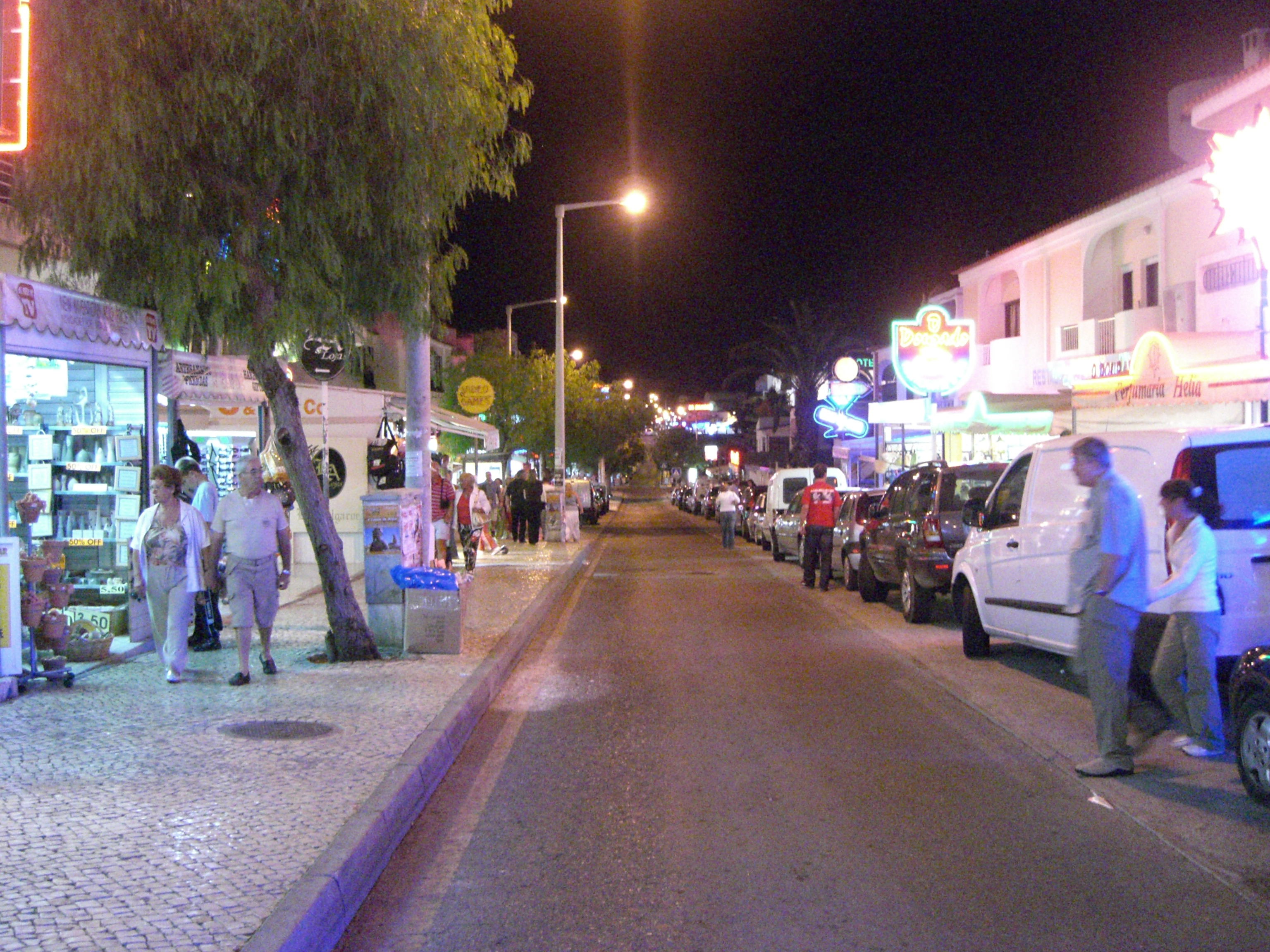
Vida nocturna en Albufeira, Portugal.

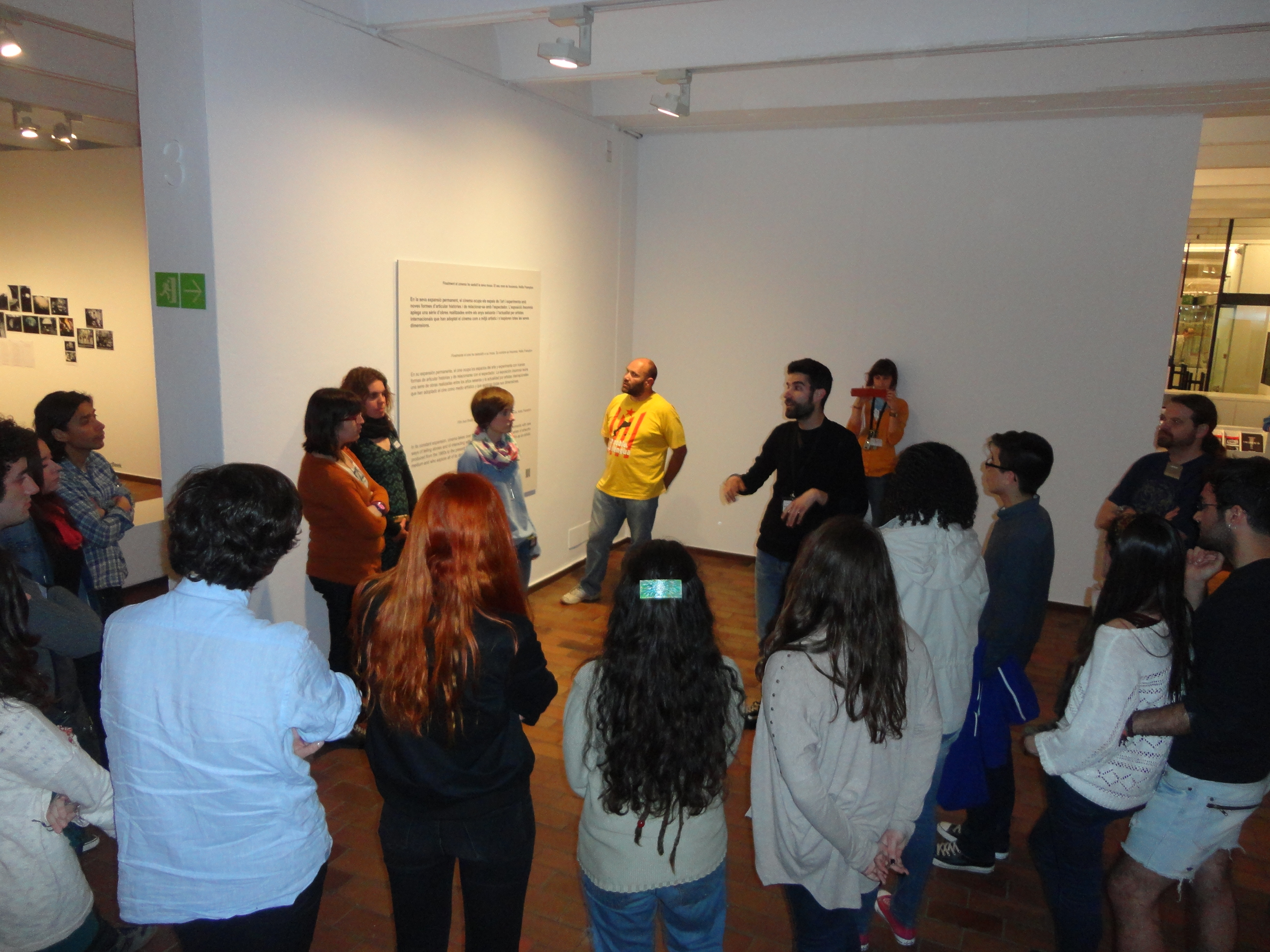
Visita nocturna en «La noche de los museos».

La vida nocturna u ocio nocturno se refiere a cualquier actividad popular de recreo u ocio que se realiza desde el atardecer hasta las primeras horas de la madrugada.
Entre los servicios de ocio nocturno dirigidos generalmente a jóvenes y adultos están los bares, pubs, discotecas, casinos, conciertos de música en vivo, clubes, teatros y cines de pase nocturno, y otros espectáculos.
Bajo ciertas circunstancias, vida nocturna también puede significar «diversión para adultos» como una zona roja, aunque también pueden incluirse en este término otras actividades propias del turismo cultural y urbano, tales como: citytours nocturnos visitando monumentos iluminados, miradores, visitas nocturnas a zoológicos, cementerios, observatorios astronómicos o museos; desfiles y espectáculos públicos (como desfile nocturnos de corsos y carrozas en épocas de carnaval, espectáculos de luces, fuentes iluminadas o fuegos artificiales, etc.).
Las ciudades más importantes y otras con atributos particulares como noches cálidas o con costas o playas, son reconocidas como las de mejor vida nocturna por la mayor cantidad de oferta disponible.
Si bien los gobiernos pueden restringir en horarios la extensión de la vida nocturna, suelen también complementarlo con servicios especiales de transporte y seguridad.